# Perdamaian (Stabat)
Perdamaian is een bestuurslaag in het regentschap Langkat van de provincie Noord-Sumatra, Indonesië. Perdamaian telt 11.395 inwoners (volkstelling 2010).